# Qader (missile)

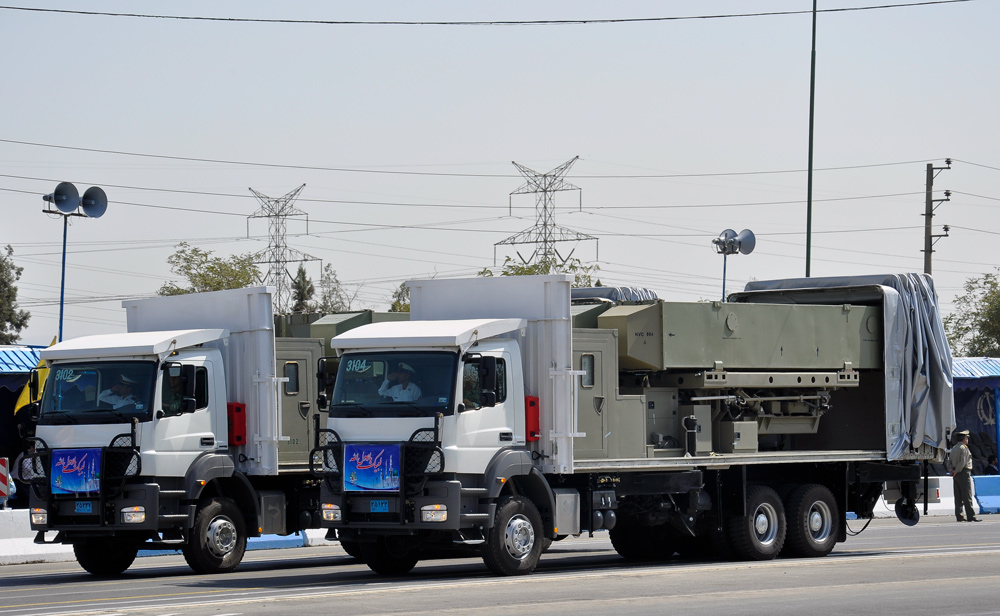
Tracteurs érecteurs-lanceurs (TEL) pour missiles Noor et Qader. Ils peuvent être déguisés en camions civils.

Le Qader (« capable », en arabe) est un missile de croisière antinavire à moyenne portée développé par l'Iran.

## Caractéristiques
Dérivé du Noor, lui-même dérivé du C-802 chinois, il est construit localement par les  Iraniens et possède une grande capacité destructive contre les cibles côtières et les navires de guerre. Dévoilé en août 2011, il dispose d'une portée maximale de 200 km,, et est décrit par les officiels iraniens comme « Le missile le plus puissant et le plus précis de la marine iranienne ».
Le 10 février 2013, le chef de l'organisation des industries aéronautiques iraniennes annonça que des versions aéroportées du Qader et du Nasr-1 seraient testées dans la semaine à venir.

## Utilisateurs
- : Marine de la république islamique d'Iran
- : Corps des Gardiens de la révolution islamique
- Hezbollah[6],[7],[8]